# Casa de la Vila (Vilafranca del Penedès)
La casa de la Vila és un edifici de Vilafranca del Penedès (Alt Penedès) protegit com a bé cultural d'interès local. Està situat a la Plaça de la Vila, al costat del Palau Macià.

## Descripció
L'edifici està situat al centre de la vila, en la zona més terciaritzada. Té un notable valor arquitectònic i representatiu. És una construcció entre mitgeres d'origen gòtic, amb planta baixa i dos pisos. Fa cantonada amb el carrer de Santa Maria.
La façana principal, a la plaça de la Vila és d'un modernisme academicista. La façana lateral presenta finestrals i gàrgoles, de caràcter gòtic. Hi ha un pati interior actualment cobert, amb escalinata i galeries amb arcs de mig punt.
Hi ha gàrgoles situades a la façana lateral, entre les finestres del pis superior, esculpides en forma d'àguiles amb les ales plegades i el bec obert, però on raja l'aigua de les pluges. L'àguila té una simbologia múltiple i apareix en profusió des del començament de l'art fins als nostres dies, tenint un lloc important en la decoració i en la iconografia gòtica.
A la sala de Sant Ramon o sala dels Canaris hi ha uns murals combinant pintura policroma i esgrafiat on es representen una colla de temes relacionats amb la Vila i amb el Penedès. Primerament, el mercat de Vilafranca amb les pageses a les parades de terrissa, aviram i roba; les compradores i les botigues (pastisseries i bodegues). En segon lloc, el camp, amb la verema, els veremadors, els ceps i el carro tirat pel cavall, una noia amb flors i fruites i un segador fent la migdiada voltat d'espigues de cereals. En tercer lloc, la representació de la Vila, amb muralles, voltada d'elements simbòlics de les poblacions més properes: Martorell, Berà, Montserrat. Finalment, l'estrella dels vents, amb una mostra del bon temps i de la pluja. Foren realitzades per Pau Boada i Mercader.

## Història
L'edifici de la Casa de la Vila és d'origen gòtic. Al segle xiv era, probablement, palau d'en Bernat Pellicer, del que parlen les cròniques de la cancelleria de Jaume II. El 1559 l'Ajuntament va adquirir l'edifici a un tal Pubill Jaunot Caldés, pel preu de 280 lliures barcelonines. El 1604 s'hi van fer les primeres reformes, i a partir d'aquesta data ha estat objecte de diverses obres d'ampliació i condicionament. El 1912 es va fer la façana actual, d'acord amb el projecte de l'arquitecte Eugeni Campllonch. L'any 1965 es va fer la restauració de la façana lateral i es van descobrir interessants elements gòtics (finestral, i arcs a la planta baixa).